# Sesterz

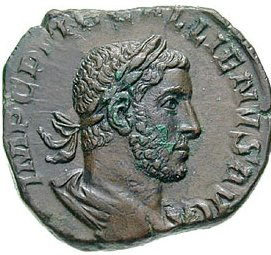
Sesterz von Gallienus

Der Sesterz [lateinisch sestertius, Plural sestertii (Abkürzung SS.)] war Münze und Hauptrecheneinheit (monetär) in der römischen Republik (3. Jahrhundert v. Chr.) und Kaiserzeit bis zum Kaiser Diokletian (3. Jahrhundert n. Chr.). Der Sesterz hatte ursprünglich den Wert von zweieinhalb As, daher die Bezeichnung „der dritte (As) halb“ = semis tertius (as). Ab etwa 130 v. Chr. galt er dann 4 Asse oder 2 Dupondien.
Dem ursprünglichen Wert von zweieinhalb As entspricht das Zeichen IIS: II für „zwei“ + S für semis „halb“. Die Vermutung, dass hieraus das $-Zeichen entstanden sei, hat sich als falsch herausgestellt.
Aus IIS wurde später HS. Größere Summen wie 10 HS wurden zum Beispiel als HSX (decem sestertii), 1000 HS als HSM (mille sestertii) oder 2000 HS als HSMM (duo milia sestertii) in schriftlichen Aufzeichnungen angegeben.

## Entwicklung der Münzeinheit
Der Sesterz tauchte erstmals im 3. Jahrhundert v. Chr. in der römischen Republik auf, wurde in dieser Zeit in Silber geschlagen und wog knapp über ein Gramm. Im 1. Jahrhundert v. Chr. wurde der Sesterz unter Julius Caesar erstmals in Bronze geschlagen und in großen Mengen ausgegeben.
Mit der Münzreform unter Augustus nahm der Sesterz seine endgültige Form an. Er wurde von da an aus Aurichalkum, einer messingähnlichen Kupfer-Zink-Legierung, geprägt, hatte einen Durchmesser von 27 bis 35 Millimetern und ein Gewicht von etwa 27,3 Gramm (eine Unze). Dieser Sesterz bestimmte die Münzwirtschaft für die nächsten zweihundert Jahre. Zwar nahmen Gewicht und Zinkanteil ständig ab, das Erscheinungsbild und die Wertigkeit der Münze blieben als Scheidemünze aber konstant.
Der Sesterz war auch die Buchwährung bis zur Münzreform des Kaisers Diokletian. So wurden öffentliche Ausgaben, bargeldlose Geschäfte und die Buchführung mit dem Sesterz als Recheneinheit durchgeführt. Wie die anderen Münzen der ersten beiden Jahrhunderte der Kaiserzeit fiel auch der Sesterz der Inflation zum Opfer, da der Nominalwert den Materialwert bald um ein Mehrfaches überstieg, zumal auch noch der Silbergehalt von Denar und Antoninian ständig sanken. Die letzte kurze Blüte erlebte der Sesterz unter Postumus, dem Augustus des gallischen Sonderreichs, der in Köln geschlagene Doppelsesterze ausgab.
Die reguläre Produktion von Sesterzen wurde – wie auch die aller anderen Bronzemünzen – inflationsbedingt mit der Emission des Jahres 264 eingestellt, und zwar sowohl unter Kaiser Gallienus in Rom als auch unter Postumus im Gallischen Sonderreich. Die letzten Bronzemünzen in vergleichbarer Größe wurden 269 in Köln und 275 in Rom geprägt, wobei es sich dabei möglicherweise um nicht dem regulären Zahlungsverkehr dienende Sonderprägungen handelte.
Die größeren der zwischen 268 und 284 hergestellten Bronzemünzen werden in der Fachliteratur wegen ihres weit kleineren Formates teilweise als reduzierte Sesterze bezeichnet, könnten aber auch den Wert von Assen gehabt haben.
Der Sesterz wurde öfters auch als Nummus (Münze; Geld, Barvermögen; Geldkurs; kleine Geldmenge) bezeichnet. Davon abgeleitet sind die Bezeichnungen Nummularius für den Münzprüfer sowie heute für Münzförmiges bspw. Nummuliten, Nummuli, nummulärer Kopfschmerz und nummuläres Ekzem) bezeichnet. In Griechenland nannte man ihn tetrassar(i)on oder noymmos.

## Wertigkeiten (Kaiserzeit) bis etwa 200 n.Chr.
- Aureus (Gold) = 25 Denarii (Silber) = 100 Sesterzen
- Denarius = 4 Sestertii (Messing)
- Sestertius = 2 Dupondii (Messing)
- Dupondius = 2 Asses (Kupfer/Bronze)
- As = 2 Semisses (Messing)

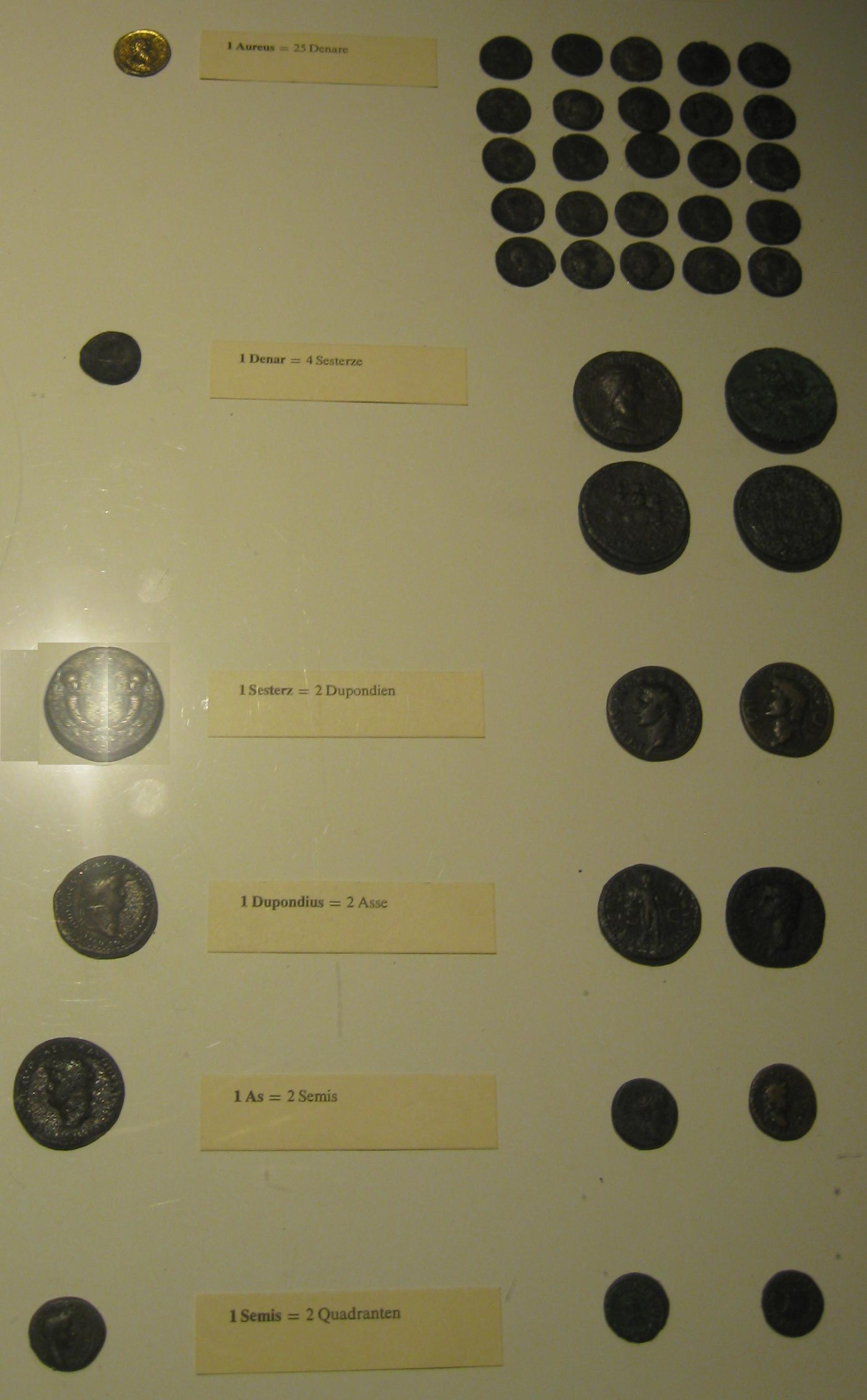
Nach Wertigkeit angeordnete römische Umlaufmünzen der frühen Kaiserzeit (Gesamtwert: 211,75 SS.)
(Römisch-Germanisches Museum Köln)

- Semis = 2 Quadrantes (Kupfer/Bronze)

## Kaufkraft
Die Interpretation von historischen Löhnen und Preisen ist im Allgemeinen schwierig, da sich die überlieferten Angaben meistens auf unterschiedliche Zeitpunkte oder Regionen beziehen. Als Anhaltspunkt werden folgende Angaben für das 1. Jahrhundert n. Chr. für die germanischen Provinzen genannt:
| Beruf                                                   | Verdienst                           |
| ------------------------------------------------------- | ----------------------------------- |
| Legionär (Mannschaft)                                   | 1 Sesterz pro Tag                   |
| Legionär (Unteroffizier)                                | 1,5–9 Sesterzen pro Tag             |
| Centurio                                                | 30 Sesterzen pro Tag                |
| Handwerker (Maurer, Zimmermann, Schmied, Bäcker)        | 1–1,5 Sesterzen pro Tag             |
| Lehrer                                                  | 1–4 Sesterzen pro Schüler und Monat |
| Rechtsanwalt                                            | 40 Sesterzen pro Gerichtstermin     |
| Finanzprokurator (für Germanien und die Gallia Belgica) | 200.000 Sesterzen pro Jahr          |
| Statthalter der Provinz Gallia Belgica in Trier         | 300.000 Sesterzen pro Jahr          |

| Ware                      | Sesterzen  |  | Ware                   | Sesterzen   |
| ------------------------- | ---------- |  | ---------------------- | ----------- |
| Maulesel                  | 520        |  | Olivenöl (0,5 L)       | 0001        |
| Schwein                   | 020        |  | Trockenkäse (1 Pfund)  | 0000,5–0,75 |
| Mastgans                  | 004        |  | Tunika                 | 0015        |
| Huhn                      | 001–2      |  | Reinigung einer Tunika | 0004        |
| Weizen (1 modus = 8,73 L) | 004        |  | 1 Paar Schuhe          | 0012–16     |
| Landwein (0,5 L)          | 000,25–0,5 |  | Teller, Lampe          | 0000,25     |
| Falerner Wein (0,5 L)     | 001        |  | Trinkgefäß             | 0000,5      |
| Schweinefleisch (1 Pfund) | 000,5–0,75 |  | Eintritt in Therme     | 0000,06     |
| Rindfleisch (1 Pfund)     | 000,5      |  | Sklave                 | 2000        |

Vergleicht man die Preise für Nahrungsmittel mit der heutigen Zeit, so entspricht die Kaufkraft eines Sesterzes ungefähr 10–20 Euro.